# Park Dzieje
Park Dzieje – historyczny park tematyczny położony w Murowanej Goślinie. Otwarty w 2016 roku przez Stowarzyszenie Dzieje.

## Atrakcje
W Parku znajdują się atrakcje dla dzieci i dorosłych, m.in.:
- Ballada Król Kruków
- Widowisko Sokolnik Księcia Przemysła
- Widowisko Zawisza Czarny
- Widowisko Powstanie Wielkopolskie
- Park linowy (dodatkowo płatny)
- Teatrzyk dziecięcy
- Sokolarnia - pokaz ptaków
- Średniowieczne katapulty
- Starodawne gry i zabawy
- Poszukiwanie skarbu
- Strefa relaksu
- Plac zabaw
- Zielnik
- Biesiada (dodatkowo płatna) - kolacja w towarzystwie aktorów. W latach 2016–2019 wieczornica w stylu szlacheckim. Od 2021 roku uczta w stylu XX-lecia międzywojennego z dwoma obozami: Piłsudczyków i Hallerów.

Po zamknięciu parku, w jego sąsiedztwie, o godzinie 21:30 organizowane są nocne widowiska historyczne.